# Alexandra Kondracke
Alexandra Kondracke, née en 1970, est une productrice, réalisatrice, scénariste et actrice américaine.

## Biographie
Alexandra Kondracke est mariée à Angela Robinson, également réalisatrice et scénariste américaine.

## Filmographie

### Actrice
- 2009 : The L Word (série télévisée) : Alex

### Productrice - réalisatrice - scénariste
| année     | film                      | productrice | réalisatrice | scénariste | notes           |
| --------- | ------------------------- | ----------- | ------------ | ---------- | --------------- |
| 1999      | The Kinsey 3              | Oui         |              |            | téléfilm        |
| 2000      | Ice Fishing               |             | Oui          | Oui        | court métrage   |
| 2003      | Sunset Park               |             | Oui          | Oui        | court métrage   |
| 2004      | D.E.B.S.                  | Oui         |              |            | long métrage    |
| 2007      | Girltrash!                | Oui         |              |            | court métrage   |
| 2007-2009 | The L Word                | Oui         |              | Oui        | série télévisée |
| 2011      | Hung                      | Oui         |              | Oui        | série télévisée |
| 2014      | Girltrash: All Night Long |             | Oui          |            | long métrage    |